# Foramina intervertebralia

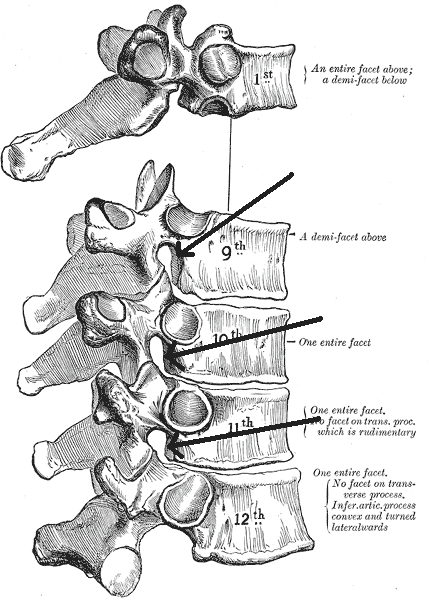
A hátcsigolyák (a nyíl mutatja a lyukakat)

Minden csigolya pár között van két lyuk, nevük foramina intervertebralia. Ezek a lyukak az idegeknek és az ereknek biztosítanak járatot.